# اریوب
اریوب (به لاتین: Aryob) یک منطقهٔ مسکونی در افغانستان است که در ولسوالی جاجی واقع شده‌است. اریوب ۲٬۴۰۰ متر بالاتر از سطح دریا واقع شده‌است.